# История Бухары (книга)
«Исто́рия Бухары́» или «Тари́хи Бухара́» (араб. ‎и перс. تاریخ بخارا‎) — исторический труд на арабском языке, написанный Наршахи в середине X века. В XII веке книга была переведена на персидский язык и дополнена Абу Насром Кубави. Позднее текст книги претерпел ещё ряд изменений и дополнений. Оригинал на арабском был утерян и сохранился лишь персидский вариант, представляющий собой компилятивное сочинение разных авторов.

## Авторы
О жизни Наршахи практически нет никаких сведений, за исключением того, что он написал «Историю Бухары» и преподнёс её в качестве подарка Саманидскому эмиру Нуху ибн Насру в 943 или 944 году (332 год хиджры). По другим данным, это произошло в 948 или 949 году.
Историк XII века, уроженец города Куба в Ферганской долине Абу Наср Кубави, который в 1128 году перевёл «Историю Бухары» на персидский язык, считается «соавтором» Наршахи. Кубави сократил изначальный текст оригинала, а также добавил подробности про эпоху Саманидов вплоть до 975 года.
В 1178 году текст был вновь сокращён и дополнен Мухаммадом ибн Зуфаром, который довёл повествование до XII века. Он посвятил свой труд Бурхан ад-Дину Бухари — главе ханафитов Бухары и представителю знатного семейства Бурхан. Позднее текст был вновь обработан неизвестным автором, который добавил сведения о более поздних событиях, например, о взятии Бухары хорезмшахом Мухаммедом в 1207 году и о завоевании города монголами в 1219 году.

## Название
В тексте самого сочинения его название не упоминается, оно встречается лишь в колофонах рукописей. Самым распространённым вариантом является «Тарих-и Наршахи» (перс. تاريخ نرشخى‎, «История Наршахи»). Также встречаются названия: «Тахкик-и вилаят» (перс. تحقيق ولايت‎, «Исследование об области»), «Тахкик-и вилаят-и Бухара» (перс. تحقيق ولايت بخارا‎, «Исследование о Бухарской области»), «Тарих-и Наршахи джадид» (перс. تاريخ نرشخى جديد‎, «Новая история Наршахи»), «Нусха-и джадид-и Тарих-и Наршахи» (перс. نسخه جديد تاريخ نرشخى‎, «Новый список Истории Наршахи»), «Тарих-и имам-и Наршахи» (перс. تاريخ امام نرشخى‎, «История имама Наршахи»), «Таварих-и Наршахи» (перс. تواريخ نرشخى‎, «Хроники Наршахи»), «Ахбар-и Бухара» (перс. اخبار بخارا‎, «Известия о Бухаре»). Последнее название встречается в труде «Китаб-и Мулла-заде» , который был написан не позже первой четверти XV века.

## Описание
«История Бухары» принадлежит к жанру книг об истории отдельных городов, который появился в IX веке. Сочинение Наршахи вместе с дополнениями позднейших авторов (Абу Наср Кубави и др.) является уникальной энциклопедией по истории города Бухары. И. Ю Крачковский отмечал, что в «Истории Бухары» содержатся сведения о домусульманской Средней Азии и арабских завоеваниях, отсутствующие в других источниках, а также описание поселений вокруг Бухары, построек, продуктов, пережитков доисламского быта. В труде Наршахи, изначально написанном для светского правителя, содержится мало мусульманских преданий и известий о местных святынях. Их место заняла часть с экскурсом в историю династии Саманидов, которая носит чисто исторический характер.
Об истории Бухары до арабского завоевания Средней Азии Наршахи писал опираясь на труды аль-Балазури, ат-Табари и, вероятно, на аль-Мадаини. Этой части книги присущ скупой, чеканный язык. Оригинал книги включал хадисы о преимуществе Бухары над другими городами, а также предсказание Мухаммеда о предстоящем покорении этого города мусульманами. Также Наршахи включил в свою книгу большое количество биографий, на которые ссылался ас-Самани, но они отсутствуют в более поздних редакциях текста книги, как и упомянутые хадисы.
Помимо известий, позаимствованных у других авторов, книга содержит и оригинальные сведения самого Наршахи, которые он узнал от местных жителей или из ныне утерянных документов. Эти рассказы в основном повествуют о вакфах. Часть из них была добавлена более поздними авторами.
Абу Наср Кубави, который перевёл труд Наршахи на персидский язык, вместе с сокращением оригинального текста добавил в свой перевод сведения из «Истории пророков и царей» ат-Табари и несохранившейся книги Абу-ль-Хасана ан-Нишапури под названием «Хазаин аль-улум», а также из сочинения «Ахбар-и Муканна» некоего Ибрахима (вероятно, Ибрахим ибн Аббас ас-Сули). По части хадисов Кубави в основном опирался на сведения от известного среднеазиатского мухаддиса ханафитского мазхаба аз-Заранджари.

## История исследования
Среднеазиатские историки высоко оценили значение «Истории» Наршахи и подвергли её систематическому изучению. Книга, судя по сохранившимся рукописям, пользовалась популярностью и в XVI веке, и в XVIII—XIX веках, и даже в XX веке. 1894 и 1904 годах вышли литографированные издания книги. Рукописи «Истории Бухары» были вывезены в Европу А. Бёрнсом и Н. В. Ханыковым в 1832 и 1841 годах. В 1858 году П. И. Лерх вернулся из Хивы и Бухары с большой коллекцией рукописей, среди которых был и труд Наршахи. Вероятно, позднее этот список попал к французскому востоковеду Шарлю Шеферу, а после его смерти был передан в Национальную библиотеку в Париже.
После появления рукописей «Истории Бухары» в Европе западные авторы сразу же приступили к исследованию труда Наршахи. В 1843 году Н. В. Ханыков публикует работу о Бухаре, историческая часть которой основывается на обнаруженном им источнике. В 1873 году Арминий Вамбери публикует ставшую популярной «Историю Бухары». В 1879 году П. И. Лерх впервые исследует тему денежного обращения в Бухаре в своей работе о бухархудатах, в которой использует раздел «Истории Бухары» о чеканке серебра в этом городе. В 1883 году уже упомянутый Шефер публикует часть текста «Истории Бухары» в своей хрестоматии, а в 1892 году публикует весь текст книги на основе двух рукописей.

## Переводы
Первый перевод «Истории Бухары» был выполнен в 1897 году, когда Н. С. Лыкошин перевёл её с персидского на русский язык и снабдил краткими примечаниями. В 1954 году американский иранист Ричард Фрай опубликовал перевод книги на английский язык вместе с обширными комментариями и вводной статьёй.